# Rollende Steine
Rollende Steine (Originaltitel: Soul Music) ist ein Roman von Terry Pratchett aus dem Jahr 1994. Er ist der sechzehnte Scheibenwelt-Roman. Ort der Handlung ist Ankh-Morpork. Wie in vielen Geschichten von Pratchett führt Rollende Steine ein maßgebliches Element moderner Gesellschaften, in diesem Fall den Rock ’n’ Roll, in die magische, spätmittelalterliche Scheibenwelt ein – einschließlich des Starkultes und mit fast desaströsen Konsequenzen. Erstmals spielt zudem Susan Sto Helit, die Tochter von Mort und Ysabell und damit Enkelin von Tod, eine handlungstragende Rolle.

## Handlung
Besessen von der Vorstellung, der größte Musiker der Scheibenwelt zu werden, zieht der junge Harfenspieler Imp y Celyn nach Ankh-Morpork. Doch den Mitgliedsbeitrag der Musikergilde kann sich Imp nicht leisten und so gründet er mit dem Troll Lias und dem Zwerg Glod Glodson die Brocken-Troll-Bande. Immer bedroht von Schlägern und Assassinen, die ihnen die Gilde auf den Hals hetzt, spielen sie ihre Musik.
Durch einen bedauerlichen Zwischenfall ist Imps geliebte Harfe offenbar irreparabel zerbrochen, so dass er auf eine Gitarre als Ersatzinstrument zurückgreifen muss. Allerdings ist diese Gitarre von einer uralten musischen Entität besessen: Imp spielt weniger sie, als dass sie ihn spielt. Zusammen machen sie jedenfalls eine Musik, wie sie die Scheibenwelt noch nicht gehört hat, und wie sie, nach Meinung des Patriziers, auch nie mehr zu hören sein sollte. Ein regelrechtes Rock-’n’-Roll-Fieber erfasst die Stadt. Nach einigen Auftritten in Ankh-Morpork geht die Band auf Tournee auf dem Land, wo sie unter ihren Zuhörern riesige Begeisterung entfachen. 
Parallel dazu menschelt Tod einmal mehr und möchte das Vergessen lernen. Er verweigert sich der Pflicht und tritt der klatschianischen Fremdenlegion bei, die berühmt für ihre vergesslichen Soldaten ist. Als dies nichts bringt, versucht Tod zu vergessen, indem er sich betrinkt, ebenfalls vergeblich. Währenddessen wird seine minderjährige Enkelin Susanne Sto Helit, eigentlich noch Schülerin, von dem Rattentod gemeinsam mit einem Raben überredet, das Internat zu verlassen, Tods Aufgaben zu übernehmen und den Laden am Laufen zu halten. 
Susanne wird Imps erster Fan und verliebt sich unsterblich in den etwas elfisch wirkenden Barden. Als sie feststellt, dass sie einen Sanduhrjob auf seinen Namen hat, beschließt sie sich der Pflicht zu entziehen und Imp den Tod zu verweigern. Zum vorgesehenen Todeszeitpunkt stellt Susanne überrascht fest, dass sich die leere Lebensuhr des Sängers mit blauem Rauch füllt und Imp unbehelligt seinen Auftritt zu Ende bringt. Susanne ahnt, dass die Musik und nicht die Band oder der Tod das weitere Geschehen bestimmt. Die Musik der Band erregt auch die Aufmerksamkeit der Zauberer der Stadt, die versuchen, ihr Geheimnis zu ergründen und sie mit magischen Apparaten aufzuzeichnen. 
Nach einem letzten großen Open-Air-Konzert verlässt die Band fluchtartig die Stadt, verfolgt von Vertretern der Musikergilde, den Zauberern, Susanne und schließlich auch Tod. Auf der Flucht stirbt Imp, gemäß dem universellen The-good-die-young-Prinzip, bei einem Karrenunfall. Eines der Dinge, die Tod gar nicht gut verträgt, ist, seine Enkelin unglücklich zu sehen. So greift er zum Schluss doch in die Ereignisse ein: Er trifft kurz nach Susanne, die vergeblich versucht hat, Imp zu retten, am Unfallort ein. Dort nimmt Tod Imps Gitarre und spielt einen „leeren Akkord“, der alle Musik im Universum verschwinden lässt. Die Musik will sich nicht töten lassen und lässt sich darauf ein, dass Imp, der auf der Gitarre einen letzten neuen Akkord spielt und damit die Musik wieder neu belebt, weiter leben kann.
Es entsteht eine neue Zeitlinie, in der Imp nicht nach Ankh-Morpork gegangen und schließlich als Rockmusiker bei einem Unfall gestorben ist, sondern sich entschieden hat, nach Quirm zu gehen. Tod will an seinen Platz zurückkehren und seine Arbeit wieder aufnehmen. Vorher bringt er Susanne wieder zurück in ihr Internat in Quirm. Susanne erkennt, dass die neue elfisch aussehende Aushilfe im Fischladen in Quirm Imp sein muss. 

## Stellung in der Literaturgeschichte
Rollende Steine ist der 16. Scheibenwelt-Roman insgesamt und der dritte Scheibenweltroman mit Tod als eine der Hauptfiguren, weitere Romane mit Tod als Hauptfigur sind Gevatter Tod und Alles Sense. Pratchetts Romane werden in Literaturgeschichten der Fantasy als wichtige Werke des Genres genannt.

## Rezeption
Terry Pratchetts Scheibenwelt-Romane sind internationale Bestseller, so auch Soul Music. In einer Umfrage der BBC aus dem Jahr 2003 schaffte es Reaper Man unter die 200 beliebtesten Romane der Briten auf Platz 151, und damit noch vor Klassikern wie Heart of Darkness von Joseph Conrad (158) oder Frankenstein von Mary Shelley (171). Soul Music wurde in eine Vielzahl von Sprachen übersetzt, darunter Deutsch, Spanisch, Italienisch, Polnisch, Tschechisch, Bulgarisch, Japanisch, Russisch und Chinesisch. 2014 wurde Rollende Steine in einer deutschen Neuübersetzung von Regina Rawlinson veröffentlicht.
Die Kritiken von Soul Music sind zwiespältig. Im Blog The Quick and the Read wird Soul Music wegen seiner gut gezeichneten Charaktere und der scharfen Satire menschlichen Verhaltens gelobt, auch das Hauptthema (Rockmusik) wird als gelungene Wahl hervorgehoben. Publishers Weekly kritisiert, dass der Humor des Buches nicht immer sein Ziel treffen würde, außerdem sei das Ende zwar kolossal, aber uninspiriert. Ähnlich argumentiert Thomas M. Wagner in sfreview: Angesichts des spannenden Themas Rock ’n’ Roll hätte man eine beißende Satire erwarten können, aber insgesamt sei der Roman eine Enttäuschung. Viele der Anspielungen und Witze seien nur zweitklassig, und die Handlungslinie mit Tods Enkelin Susanne sei nicht wirklich lustig und nur halb so gut wie der Handlungsstrang um die Musiker.
Die Figur des Tod gehört zu den beliebtesten Figuren aus den Scheibenweltromanen. Im Nachruf auf Terry Pratchett 2015 würdigt die BBC den Bestsellerautor und zitiert den Schauspieler Tony Robinson, dem zufolge Tod eine von Pratchetts besten Schöpfungen sei. Die Schriftstellerin A. S. Byatt erwähnt in ihrer Rezension des Pratchett-Romans The Shepherd’s Crown, dass sie alle Romane Pratchetts liebe und mehrfach gelesen habe, mit der Ausnahme von The Color of Magic und Soul Music.
Von dem Roman gibt es unter anderem eine englische und eine deutsche Hörbuchausgabe; die deutsche Hörbuchausgabe hat den Schauspieler Rufus Beck als Sprecher. Neben den Hörbüchern wurde Soul Music auch für das Theater adaptiert. Ferner basiert die Trickfilmserie Soul Music mit Christopher Lee als Sprecher von Tod auf dem Roman.

### Textausgaben
- Terry Pratchett: Soul Music. Victor Gollancz, London 1994, ISBN 0-575-05504-9. (englische Originalausgabe)
- Terry Pratchett: Rollende Steine. Übersetzt aus dem Englischen von Andreas Brandhorst. Goldmann, München 1996, ISBN 3-442-41589-6. (deutsche Erstübersetzung)
- Terry Pratchett: Rollende Steine. Neu übersetzt aus dem Englischen von Regina Rawlinson. Manhattan Verlag, München 2014, ISBN 978-3-442-54733-3. (deutsche Neuübersetzung 2014)

### Hörbücher
- Terry Pratchett: Soul Music. Hörbuch, gelesen von Nigel Planer. ISIS Audio Books, Oxford 1996, ISBN 075314039X.
- Terry Pratchett: Rollende Steine (Rolling Stone: Talking Books). Gekürzte Lesefassung, gelesen von Rufus Beck. Random House Audio, Köln 2007, ISBN 978-3-86604-574-3.